# Widad Mjama
Widad Mjama est une chanteuse, auteure-compositrice et rappeuse marocaine née en 1983 à Casablanca.

## Biographie
Widad Mjama est la première rappeuse apparue sur la scène marocaine.
Elle participe au Tremplin des jeunes musiciens à Casablanca (devenu le Boulevard des Jeunes Musiciens) organisés par Mohammed Méhari et Hicam Bahou à partir de 1999, et elle remporte le prix de la catégorie rap-hip-hop avec son groupe Thug Gang.
Elle crée en 2014 en France le groupe N3rdistan avec Walid Ben Selim, chanteur et slammeur. Le groupe travaille notamment à partir de Poésie arabe classique.
Pour son projet Aïta mon amour, avec le musicien Khalid Epi, elle mène durant plusieurs années une recherche et un collectage  auprès des femmes chikhates  ou cheikhat pour s'imprégner de la tradition de la Aïta, art poétique et musical issu de la région d'El Jadida-Safi. Cette traduction séculaire de chant dialectal, transmis essentiellement par des femmes, est caractérisé par une grande liberté d'expression,. Le projet, tout en étant ancré dans un patrimoine multi-séculaire, utilise un instrumentarium varié : machine, mandole, loutar, et s'inscrit dans un univers musical électro, défendu notamment par le label Shouka, consacré aux musiques électroniques en Afrique.
Aïta mon amour porte, dans la lignée de l'engagement musical, politique et féministe de Widad Mjama,, un vibrant hommage à la liberté et à l'énergie des chikhates, femmes artistes et interprètes, danseuses ou instrumentistes ayant porté cette tradition dont les origines remonteraient au XIIeme siècle.